# Хронологія Броварів
Хронологія міста Бровари — історичний розвиток міста Бровари (місто обласного значення і райцентр Київської області) від першої документальної згадки (1628) до сьогодення.

## До заснування міста
Історія міста Бровари сягає глибокої давнини. Згідно з даними XIX століття поблизу міста було виявлене поселення кам'яного періоду про яке Т. Кибальчич писав: «Поселення, що знаходиться біля Броварів, лежить за 10 верст від курганів Микільської слобідки. Воно займає кілька десятків десятин і складається з великих могил і площ — насипаних з річкового піску».
Наприкінці XIX столітті можна було побачити ще високі рови, що захищали жителів від нападів ворогів. На території Броварів було знайдено скарб часів Київської Русі — три срібні сережки з підвісками гранітних, скляних та інших намистин.

## 1600-ті
1628 рік — вперше Бровари згадуються у документальних джерелах (Киевская старина 1896). Назва міста пов'язана з наявністю тут пивоварень (броварень). На той час більша частина Остерського староства, куди входили і Бровари, належала князю Ієремії Вишневецькому. Ймовірно цей документ було датовано 1638, а не 1628 роком.
7 січня 1629 року — у грамоті архімандрита Києво-Печерської Лаври Петра Могили є згадка про Бровари.
12 липня 1630 року — київський архімандрит Петро Могила, «озброївши з різних сіл до монастиря Печерському Київському належать, а саме: з двох сіл Пухівки, з Пуховой Слобідки, з Новосілок, з Броварів, з Дубеченок двох, з Сваромля, з Тарасович, з Вишняков, Гнідина, Осокорків, з Троєщини та інших різних сіл підданих і бояр, яких було під тисячу» і запросивши для керівництва ними близько 150 запорізьких козаків, відправив їх у володіння греко-католицького митрополита Йосипа Вельяміна Рутського — Зазим'я. Вони протримали село в облозі протягом тижня, а самі частково зібрали, а частково знищили весь хліб на полях зазимських, вирубали бортні дерева і завдали інший шкоду зазимцям. Ця скарга була написана митрополитом Рутським 2 серпня 1630 року.
1631 рік — відбудована після пожежі Свято-Троїцька церква.
У 1633 році, власники Борисполя Даниловичі заснували між «Броварами і Борисполем» Требуховку і Дудар. У тому ж році броварський Троїцької церкви була подарована кольорова тріодь з написом «офіровал — христолюбивий пан Іоанн Предрішірскій до церкви пресвятої Трійці в Києво-Печерської монастирю на вратах, — оферована на рік 1633».
1647 рік — французький інженер-картограф Гійом Левассер де Боплан вперше наносить Бровари на карту України.
1648 рік — на новій карті України, зробленій Бопланом знову з'явилося містечко Бровари під назвою «Brewary».
1648 рік (зима — весна) — початок визвольної війни, Вишневецький укріпив Бровари, збудував замок-палац, перетворивши Бровари на опорний пункт у боротьбі проти селянсько-козацького війська.
1648 рік (липень) — козацький розвідник Єрема Концевич на допиті в Галичі розповів зокрема про те, що київський каштелян, сенатор Адам Григорович Кисіль дав 50 гаківниць, 2 гармати і досить пороху Броварам — місту князя Яреми Вишневецького.
1648 рік (літо) — повстання козаків у Броварах, повсталі руйнують замок-палац Вишневецького, місто виходить з-під влади Речі Посполитої.
1648 рік — після вигнання козаками Вишневецького, козаки розбудовують Бровари; побудували в містечку церкву святих Петра і Павла, і також допомагали в будівництві церкви Святої Трійці, про це свідчить напис на церковному дзвоні: «Року 1648 місяця октября сей дзвон до церкви святих и Павла подан от козаков Броварських…». Була в Броварах також церква Святої Трійці, заснована Києво-Печерською лаврою, і храм Вознесіння, збудований Лаврою у 1762 році (місцезнаходження його і подальша доля невідомі). Плани церков не збереглись.
1649 рік (січень) — утворюється Броварська козацька сотня (її межі були більші меж Броварів), її першим сотником стає Федір Ведмідь.
1650 рік — в Броварах, крім власної Броварської сотні, з переселенців із Правобережжя починає формуватися ще одна сотня Київського полку, проти чого виступили монахи Києво-Печерської лаври та Микільського монастиря, оскільки їх землі відійшли під розташування сотні. Богдан Хмельницький, якому була потрібна підтримка православної церкви, йде назустріч скаргами впливових київських ченців і ліквідовує сотню.
13 серпня 1651 року — Бровари із сторони Києва прикривають 4 тисячі козаків від нападу на місто 55 тисячних Польсько-литовських військ, які увійшли 4 серпня в Київ.
1654 рік — жителі Броварів, схваливши рішення Переяславської ради про возз'єднання України з Росією, склали присягу на вірність цьому союзові. Під час російсько-польської війни місто зазнавало великих спустошень.
1654–1680 роки — закінчується Національно-визвольна Війна, Бровари з навколишніми землями переходять у власність Києво-Печерській лаври, Больнично-Троїцького монастиря, але офіційно це не затверджено. Монастир володів 55 дворами і найкращими землями. Між броварськими козаками і «Лаврою» велась гостра боротьба за землю і право на торгівлю.
1659 рік — місто постраждало під час боїв між військами гетьмана Виговського і російським військом.
1666 рік — в Броварах налічувалось: 46 селянських і 68 козацьких дворів (за переписними книгами 1666 р.)
1667 рік — в зв'язку з розширенням меж Київської козацької сотні, Броварська сотня ввійшла до її складу.
1668 рік — місто повністю зруйноване військами графа Шереметьєва.
1680 рік — гетьманом Іваном Самойловичем, підтверджена передача Києво-Печерській лаврі земель Броварів.

## 1700-ті
1719 рік — передача земель Броварів Києво-Печерській лаврі підтверджена Петром І.
1723 рік — в місті налічувалося вже 32 козацьких двори та 58 монастирських Києво-Печерської лаври.
1750-ті роки — у Броварах знаходилась Церковно-Приходська школа, її випускники мали можливість продовжувати навчання в Києві.
1760 рік — Києво-Печерська Лавра мала в Броварах свою винокурню на 3 казани, де вироблялося щорічно 1000 відер горілки; її продавали у 3-х монастирських шинках. Того ж року 26 багатих козаків володіли тут 27 винокурнями на 39 казанів.
1761 рік — у полку «Киевского местечка Броварів церкви Петра и Павла сьін священника Андрея Лукиян Савицкий» навчався у Києво-Могилянській академії.
1762 рік — Києво-Печерською лаврою в Броварах збудований храм Вознесіння.
1767 роком датується згадка про броварського отамана Назара Тонкого та осавула Григорія Бовтрука. Між броварськими козаками і київськими монастирями точилися постійні суперечки за землю та майно.
1769 рік — у Броварах 117 дворів, з яких 2 належали священикам, 2 — дякам, 1 — полковниці, 68 — козакам, а 44 — підданим Києво-Печерської лаври. На той час в місті проживало 708 чоловік.
1770-ті роки — Києво-Печерська Лавра намагалася покріпачити й козацьке населення, яке було неоднорідним за своїм соціальним станом. Переважна більшість козацьких дворів мала не більше 2 десятин землі; багатії ж володіли земельними ділянками, що налічували 30 десятин. Заможні козаки одночасно з землеробством займалися шинкарством, успішно конкуруючи з лаврою, якій належало тут монопольне право на винокуріння.
1770-ті—1780-ті роки — поремонтовано московські дороги, прокладено поштову дорогу на Бориспіль, Полтаву. їдуть через Броварі царські поїзди майже всіх російських імператорів. Тут влаштовуються царські обіди. Всі, хто подорожує поштовою дорогою, ночують у Броварях. Але містечкове населення нечисельне, п'ятеро землеробських сіл перевищують за населенням Броварі, а Гоголів утричі більший від Броварів.
1777 рік  через Бровари проходить поштовий тракт на Глухів. Як і в Семиполках, тут два павільйони по 4 коней.
1781 рік — Києво-Печерська Лавра неодноразово порушувала судові справи проти місцевих козаків, в цьому році священики ведуть 15 таких справ.
1782 рік — після секуляризації церковних земель монастирські селяни Броварів були переведені до розряду державних. Але їх становище не стало кращим.
1786 рік — ліквідація полкового устрою України Бровари увійшли до складу Київського намісництва.
1786 рік 10 квітня — за указом російської імператриці Катерини II частина монастирських володінь перейшла у казенне відомство.
1787 рік — в Броварах проживає 487 мешканців — козаків і казенних селян, тут також знаходиться маєток секунд-майора Кабатова.
1789 рік — в Броварах навчався син священика Свято-Троїцької церкви Петро Захарієвський.
1790-ті роки — оскільки Бровари були розташовані на важливому торговому шляху Москва-Київ, то в містечку було споруджено заїжджий двір і відкрито кілька торгових лавок. Три рази на рік тут відбувалися великі ярмарки. Населення займалось землеробством, ремеслами, багато селян, позбавлених землі, ходило на заробітки.

## 1800-ті
1802 рік — Бровари стали волосним центром Остерського повіту Чернігівської губернії. Бровари були розташовані на важливому торговому шляху з Москви до Києва.
1817 рік — в містечку була побудована поштова станція.
1827 рік — в одному з документів Остерського повіту зазначено: «…козак Владислав Скок продав губернському секретарю К. Шполярському лежачий в Броварах поблизу його, Шполярського, казенний город, вчинивши крайнє для казенних селян розорення і кривду, бо багато казенних селян і так мають цих земель зовсім мало».
1834 рік — у Броварах крім державних селян і козаків було чимало поміщицьких кріпаків: у поміщика Афендика їх було 7, у Горясової — 4, у Чубинської — 14, у поміщика Г. К. Белелова — 13 чоловік.
1836 рік — розпочато будівництво шосе, яке з'єднало Бровари з лівим берегом Дніпра. Воно простяглось на 13 верст, керував будівництвом поручик Яків Соколиков.
1843–1847 рр. — Бровари кілька разів відвідує Тарас Шевченко. Це знайшло відображення у його творах «Прогулка с удовольствием и не без морали», «Варнак», «Близнецы», «Сотник». У поемі «Катерина». Зокрема в поемі «Катерина», розповідаючи про свою знедолену героїню, Шевченко пише:

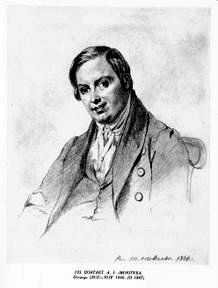
Тарас Шевченко. Портрет Андрія Івановича Лизогуба

|  | Заплакала, пішла шляхом, В Броварях спочила, Та синові за гіркого Медяника купила… |

1858 рік в Броварах налічується 239 дворів.
1860 рік відкрито церковно-приходську школу.
1861 рік 19 травня — броварчани з глибоким сумом попрощалися з прахом Т. Г. Шевченка. Процесія, що супроводжувала домовину великого Кобзаря, зупинилася в Броварах, де її зустріли студенти, робітники, представники інтелігенції міста Києва.
1861 рік — Селянська реформа. 209 селян Броварів одержали 1696 десятин малородючої землі за величезний викуп: протягом 49 років вони повинні були сплачувати по 1798 карбованців.
1870-ті роки — після скасування кріпацтва економічне життя Броварів покращується, селище стає все більше схоже на місто.
1868 рік — будівництво залізниці Курськ-Київ, яка пройшла через Бровари. Важливим пунктом на шляху від Києва до Санкт-Петербурга стала поштово-кінна станція селища.
1877 рік — у місті налічувалося 3011 осіб.
1879 рік — купець Сумароков заснував у Броварах канатну фабрику.
1884 рік — друга канатна фабрика в Броварах, засновник купець Шилін.
1880-ті роки — на території міста діють 4 борошномельні млини, лісопильня та підприємства для виробництва колісної мазі.
1882 рік — у Броварах заснували земську школу.
1890-ті роки — промисловий переворот в Броварах. Занедбаним залишається охорона здоров'я, народна освіта. В містечку не було ніяких лікувальних закладів. Найближча лікарня знаходилась за 18 км — у Гоголеві.
1892 рік — у місті налічувалося 379 дворів.
1892 рік — у місті налічувалося 450 дворів.
1896 рік — земська школа перетворена у двокласне сільське училище.
1897 рік — в Броварах нараховується 464 двора, населення 4312 чоловік. Починається розвиток капіталізму, відбувається процес розшарування селянства. Значна частина розорених селян йшла працювати на підприємства.
1897 рік — у Броварах відкрито сільську бібліотеку.
1898 рік — міщанин Шперлінг відкриває «заведение по изготовлению прохладительных напитков».
1898 рік — міщанин Слободін збудовує «заведение по изготовлению шипучих вод».
XIX — на поч. ХХ ст. у Броварах мешкали поміщики Лавровський, Барадинський, Фіалковський, відставні царські генерали Кабатов і Бєльський. Останній побудував у Броварах великий парк зі ставком, будинок, мав значне господарство.

## 1900-ті

«Трамвай з Броварів заїжджає в Київ»

1900-ті (початок століття) — в містечку налічувалось близько 70 кустарів — ковалів, слюсарів, шевців, теслярів, бондарів, гончарів та інших. Розвивалася торгівля: на той час було 9 лавок та 4 рундуки. У Броварах нараховується 3 скотобійні.
1901 рік — Я.Беркович відкриває в Броварах сільську аптеку.
1902 рік — в місті фабрики Сумарокова і Шиліна виготовили канатів і мотузок на 12 000 крб.
1903 рік — земська школа в Броварах налічує 208 учнів.
1904 рік — в Броварах почав працювати лікар Ісак Лазаревич Фельдман.
1904 рік — А.Янискор будує два заводи: один — миловарний, другий — з переробки кишок із салотопнею.
1905–1907 рр.- у Броварах посилилися революційні настрої, серед селян розповсюджувалися соціал-демократичні листівки. Коли чорносотенці підбивали на організацію єврейського погрому, селяни прогнали їх.
1906 рік — І.Самойленко будує перший паровий млин на землі казенного селянина Івана Сопільника. Добовий вихід борошна — 700 пудів.
1907 рік — «заведение по изготовлению шипучих вод» відкриває міщанин Ейстрах.
1908 рік — Д.Брикер засновує «заведение по выделке колесной мази».
1907 рік — міщанин І.Ієрусалимський будує чавуноливарний завод, орендуючи землю у А.Пономаренка

### 1910-ті
1910-ті роки — напередодні Першої Світової війни в Броварах Збудовано миловарний, чавуноливарний, клінкерний та 3 шкіряні заводи.
1912 рік — Бровари з'єднані з Києвом мототрамваєм. До цього переїзд здійснювали на диліжансах.
1913 рік — випускниця лікарського факультету Київського університету З.Рубінштейн відкриває в містечку зуболікарняний кабінет.
1916 рік — в містечку створюється телеграфна контора і сільськогосподарський банк взаємного кредиту
1916 рік — Значна частина чоловічого населення мобілізована на фронт Першої Світової війни.
1916 рік — недосів озимини у Броварах становив від 25 до 50 процентів.
1918 рік (січень) — в містечку встановлено радянську владу. Тоді ж тут створили комуністичний осередок, головою обрали А. П. Березку.
1918 рік (січень) — в Броварах сотня січових стрільців під командуванням Романа Сушка роззброїла полк імені Наливайка (1200 осіб), який збунтувався, намагаючись стати на бік більшовиків. 60 бійців того полку приєдналось до українського війська, інших розпустили по домівках.
1918 рік (березень) — Бровари захопили німецько-австрійські війська.

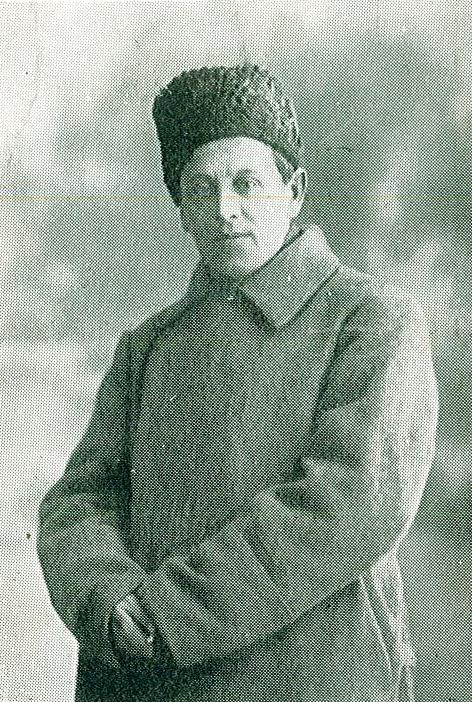
Симон Петлюра

1918 рік (перші дні грудня)- кайзерівські війська змушені залишити Бровари. Містечко перейшло під контроль Директорії. Зосередивши тут значні військові сили (40 000 чол.), Петлюра Симон Васильович особисто керував операціями.
1919 рік (січень) з боку Чернігова в напрямку Києва через Бровари розгорнули наступ більшовицькі війська на чолі з І. С. Локотошем. На підмогу червоним з Харкова прибули бронепоїзд № 9 та два полки з артилерією.
1919 рік 30 січня — Українські війська потрапили в оточення.
1919 рік 1 лютого — Бровари захоплені більшовиками.
1919 рік 4 лютого — тут зосередилися значні сили більшовицьких військ, у тому числі артилерія, кіннота, піхота, бронепоїзди. В. О. Антонов-Овсієнко оглянув розташовані в Броварах військові частини, які готувалися до наступу на Київ.
1919 рік 26 серпня — до Броварів наблизились війська Денікіна. Розгорнулись жорстокі бої на підступах до містечка, яке обороняли стрільці 60-ї стрілецької дивізії 12-ї армії. Під час цих боїв командир взводу М. М. Томарді без всякого прикриття викотив гармату на околицю містечка і влучними пострілами примусив наступаючого ворога зупинитись. У цьому ж бою відзначилися командир взводу М. С. Хоменко, начальник кулеметної команди Н. П. Алексєєв, навідники М.Іванов та А.Бабенко, розвідник І.Шмир, їздові П.Шеїн та Т.Новиков.
1919 рік 27 серпня — Білі вибивають червоних з міста, членів ревкому М.Осипова та А. Є. Андрєєва страчені.
1919 рік 10 грудня — більшовицькі війська знов підступили до Броварів, оточили і захопили в полон Білозерський, Кабардинський і Гвардійський денікінські полки з штабами і всім майном.
1919 рік 10 грудня — Бровари зайняли більшовики.
1919 рік 11 грудня — відновив свою діяльність ревком, на чолі з А. П. Березанською.

### 1920-ті

Бронепоїзд червоної армії

1920-ті роки — В передмістях Броварів діяв партизанський загін отамана Ромашки.
1920 рік 15 січня — Більшовицька влада розгортає боротьбу з українськими партизанами, приділяє увагу зміцненню радянської влади, разом з Броварською військово-продовольчою комісією допомагає 12-й армії всім необхідним, зокрема реквізує у населення підводи, коні, забезпечує хлібом.
1920 рік 15 лютого — недільник під гаслом допомога фронту. 116 чоловік за 3,5 години навантажили дровами 36 вагонів і відправили їх для опалення госпіталів.
1920 рік 11 травня — Наступ об'єднаних польсько-українських військ, Бровари звільнено від більшовиків, 2 радянські бронепоїзди потрапили в оточення.
1920 рік 12 травня — 20-а бригада 12-ї армії і Башкирська бригада намагається зайняти станцію Бровари, однак того ж дня відступає.
1920 рік 8 червня — частина 58-ї дивізії і 19-ї бригади Червоної Армії захоплює Бровари. Волревком відновив свою діяльність, головою став С. Н. Микло. Одночасно розгорнув роботу партійний осередок, головою якого був призначений І. Т. Король. Він розпочав свою діяльність з виборів сільської ради, згуртування незаможників у КНС, який незабаром зріс до 30 чоловік. КНС працював у тісному контакті з волревкомом.
1920 рік 15 серпня — на волосному з'їзді Рад був обраний волвиконком, якому передав свої повноваження волревком. Волвиконком розгорнув велику організаційну роботу щодо ліквідації руйнівних наслідків громадянської війни
1920 рік (жовтень) — волвиконком провів «тиждень селянина», допомігши родинам червоноармійців і біднішому населенню засіяти землю, взяв на облік усіх ремісників та майстерні, які могли виготовляти сільськогосподарський інвентар. Під контроль волвиконкому перейшли 4 борошномельні млини, лісопильня та підприємство для виробництва колісної мазі. Всього тут працювало 57 чоловік. Решта підприємств не діяла.
1921 рік (серпень) — створено комітет допомоги хворим і пораненим червоноармійцям. Незабаром такі комітети діяли по всіх селах волості.
1921 рік (серпень) — в Броварах відкрилась семирічна школа ім. І. Я. Франка, яка охопила навчанням значну кількість дітей дошкільного віку.
1922 рік (січень-лютий) — утворюється ініціативна група з семи комсомольців, вона допомагає молоді вступити до лав РКСМ. Комсомольці селища, керовані комуністами, проводили велику культурно-освітню роботу, зокрема організовували читання лекцій, створювали гуртки художньої самодіяльності, збирали кошти на спорудження пам'ятника Т. Г. Шевченка.
1922 рік (лютий-березень) — створено дитбудинок (за скрутного становища), в ньому розмістили 50 дітей. Населенню Поволжя броварці надали братню допомогу.
1923 рік — населення Броварів становить 4065 чоловік.
1923 рік — заснована «Броварська Районна Лікарня».
1923 рік (весна) — створений Броварський район.
1923 рік 3 квітня — в селищі почала роботу початкова школа та школа бджільництва.
1923 рік 23(27) липня — в центрі Броварів відкрито пам'ятник Т. Г. Шевченку і впорядковано навколо нього великий сквер, бюст виготовив з дерева житель Борисполя Петро Берна.
1923 рік (серпень) — організовано райсільськбудинок, при якому діяли театральна, бібліотечно-літературна, музична, хорова, лекційна секції.
1924 рік (початок року) — відбудовано та приведено в експлуатацію чавуноливарний завод, шкірзавод, паровий млин та канатні підприємства. На підприємствах працює 103 чоловіка.
1924 рік — відкрито перші броварські кооперативні крамниці.
1925 рік — до кооперативу вступило 78 процентів дворів селища.
1925 рік (червень) — при райсільськбудинку утворено літгурток київської філії «Плугу». Одним із активістів гуртка був полум'яний комсомольський поет Д. І. Чепурний.
1925 рік (жовтень) — в Броварах розпочалося демонстрування кінофільмів.
1926 рік (грудень) — місто Бровари стало радіофікованим.
1927 рік — Д. І. Чепурний переїхав у Київ, поет часто приїжджав у Бровари і виступав перед публікою.

### 1930-ті

В'їзна брама аеропорту "Виїв"

1930-ті роки — з кожним роком населення зростало, з промислових підприємств тут діяли: чавуноливарний, клінкерний заводи та лісозаводи, де працювало близько 200 чоловік.
1930 рік — населення Броварів 5618 жителів.
1930 рік — Броварський район ліквідовано, його перенесено то с. Велика Димерка.
1930 рік — організовано державний кінний завод.
1930 рік (початок року) — в Броварах заснували першу артіль — «Перемога», що мала 196 га землі, об'єднувала 20 господарств, які усуспільнили 14 коней і 10 волів, та артіль «імені 12-річчя Жовтня», що об'єднувала 108 господарств; їм належало 231 га землі, 6 коней та 5 корів.
1931 рік — 3-тя артіль «імені Ілліча».
1934 рік — Бровари налічує 250 дворів, використовує в сівби 659 га землі, має 54 робочі коня, 14 корів, 6 волів.
1933 рік — в Броварах розпочато будівництво аеропорту.
1934 рік — в Броварах організовано МТС, яка обслуговувала 28 колгоспів навколишніх сіл.
1935 рік — Броварська МТС налічує 4 трактори і 2 молотарки.
1935 рік — Броварський аеропорт став функціонувати як центральний аеропорт Києва. Пасажирів доставляли в Москву, Ленінград, Мінеральні Води. По Україні обслуговувалися маршрути: Полтава — Харків — Одеса — Запоріжжя — Суми -Дніпропетровськ — Сталіно.
1936 рік — в місті було здійснено комплектацію трудової колонії № 5 НКВС, якою деякий час керував відомий педагог Антон Макаренко.
1937 рік — Бровари знову районний центр Київської області.
1937 — в містечку починає працювати протитуберкульозний санаторій.
1937 рік 17 квітня — вперше видається броварська газета «Стахановець» пізніше названа як «Нове Життя».
1937 рік (середина-кінець року) — за допомогою МТС одержали на один трудодень по 3 кг хліба, 6 кг картоплі, чимало городини і тощо.
1937 рік — на Всесоюзній сільськогосподарській виставці броварська трудова колонія № 5 НКВС була визнана найкращою.
1937 — в центрі селища виросла двоповерхова школа-десятирічка, що мала різні навчально-методичні кабінети, добре організовану художню самодіяльність. Центром тут стає будинок культури, де діяли різні гуртки і працювала районна бібліотека.
1937 рік — в місцевій школі починає працювати поет та журналіст Максим Дубовик, який зробив помітний внесок в культурно-освітнє життя Броварів.
1938 рік — колгосп «ім. Ілліча» першим у районі виконав зобов'язання щодо продажу державі зерна, картоплі, городини. На трудодень колгоспники одержали крім хліба, картоплі, городини по 5 крб. 60 коп.
1939 рік — відкрито новий авіашлях з броварського аеропорту: Львів — Дрогобич — Луцьк — Рівне.
1939 рік — пам'ятник Т. Г. Шевченка замінений на новий, бетонний.

### 1940-ві

Жительки м. Бровари везуть глину для відбудови будинків, зруйнованих німецько-фашистськими загарбниками. 1943 рік.

1940 рік — Броварська МТС налічує 57 тракторів.
1940 рік — з аеропорту у Броварах щодня піднімалося у повітря 50 літаків.
1941 рік 22 червня — з початком війни почалася масова мобілізація в армію, жителі Броварів — жінки, підлітки, літні люди працювали на будівництві оборонних споруд навколо міста.
1941 рік 25 червня — німецькі літаки здійснити наліт на Броварський (Київський) аеропорт. Фактично він перестав існувати.
1941 рік (липень)- в містечку оселився командний пункт Південно-Західного фронту на чолі з генералом-полковником М. П. Кирпоносом.
1941 рік (серпень) — перші авіаційні німецькі нальоти на місто.
1941 рік 4 серпня — на Бровари здійснено 2 нальоти фашистів, радянські льотчики і зенітники збили 11 ворожих літаків.
1941 рік 14 вересня — М. П. Кирпонос покинув Бровари.
1941 рік 19 вересня — німецькі війська захопили Бровари. Німці вивезли 300 броварчан з України і спалили 1000 житлових будинків.
1942 рік (квітень) — утворено підпільну комсомольську організацію, до складу увійшло 10 чоловік. Очолив групу В. М. Лобко. Броварські підпільники діяли в тісному зв'язку з київськими і бориспільськими однодумцями, вони об'єдналися в один загін. Очолював загін «ім. Леніна» Г. М. Кузьменко.
1942 рік (жовтень) — на перегоні Дарниця-Бровари підпільники А. І. Печенєв і Б. М. Гусєв пустили під укіс ешелон з фашистами.
1942 рік (грудень) — розстріляно лікаря І.Фельдмана, який віддав 38 років справі охорони здоров'я на Броварщині. За роки окупації фашисти стратили 22 жителів Броварів.
1942—1943 роки — загін «ім. Леніна» за весь час свого існування винищив : 43 автомашини, 3 гусеничні трактори, 392 фашистів.
1943 рік 25 вересня — звільнення Броварів від фашистів. Звільнення здійснила 38-а армія вбивши 1000 ворожих солдат, що окупували Бровари.
1943 рік — За роки окупації було знищено майже все, з 2174 будинків уціліло 138.
1943 рік 3 жовтня — відновив роботу колгосп імені Ілліча.
1944 рік (початок) — відновлено ряд великих підприємств: 2 шкірзаводи, маслозавод, взуттєва і швейна майстерні. В перші дні визволення Бровари допомагали іншим містам: на бойову колону «Київ» Бровари виділило 51 000 крб.
1944 рік — відбудовано 2 школи, лікарню і будинок культури.
1944 рік — налагоджено броварську МТС, готові 17 тракторів.
1945 рік (початок) — створено курси трактористів.
1944 рік — комсомольці створили ударні бригади, які працювали на молотьбі хліба, на 10 тваринницьких фермах.
1945 рік квітень — курси трактористів закінчили 37 осіб.
1945 18 січня — в колгоспах Броварського району створено 55 комсомольських молодіжних бригад.
1945 рік — 14 жителям Броварів було присвоєно звання Героїв Радянського Союзу і одного кавалера трьох орденів Слави. Головним героєм міста стала Марія Лагунова — поранена жінка-танкіст на Т-34.
1946 рік — Броварська бригада, що працювала у відбудові Великої Димерки отримала Червоний прапор ЦК ВЛКСМ.
1946 рік — до ладу стали клінкерний та чавуноливарний завод, харчопромкомбінат.

### 1950-ті
1950-ті роки — село Бровари перетворюється в промислове селище.
1950 рік — районна партійна організація налічує 830 комуністів.
1950 рік — колгосп об'єднався з артіллю «Шлях Ілліча» села Зазим'я.
1955 рік — на базі райпромкомбінату створили завод електровиробів, який виготовляє антени для телевізорів, настільні лампи, абажури та лампи денного світла.
1955 рік — завод електровиробів (з 45-ма працівниками) виготовив продукцію на 60 000 крб.
1956 рік — село Бровари отримало статус міста.
1957 рік — на базі колишнього деревообробного комбінату заснували Броварський завод холодильників. Він випускає однокамерні і двокамерні холодильники для торгових баз, магазинів, промислових підприємств. Завод дає 2 000 холодильників на рік. Крім того тут виготовляють кухонні гарнітури, столи, вулики. З кожним роком зростає виробнича потужність підприємства. Тут працює 1300 чоловік, які з честю виконують державні плани випуску промислової продукції.
1959 рік — населення Броварів — 17 800 жителів.

### 1960-ті

Завод «Пластмас» фото 1994 року

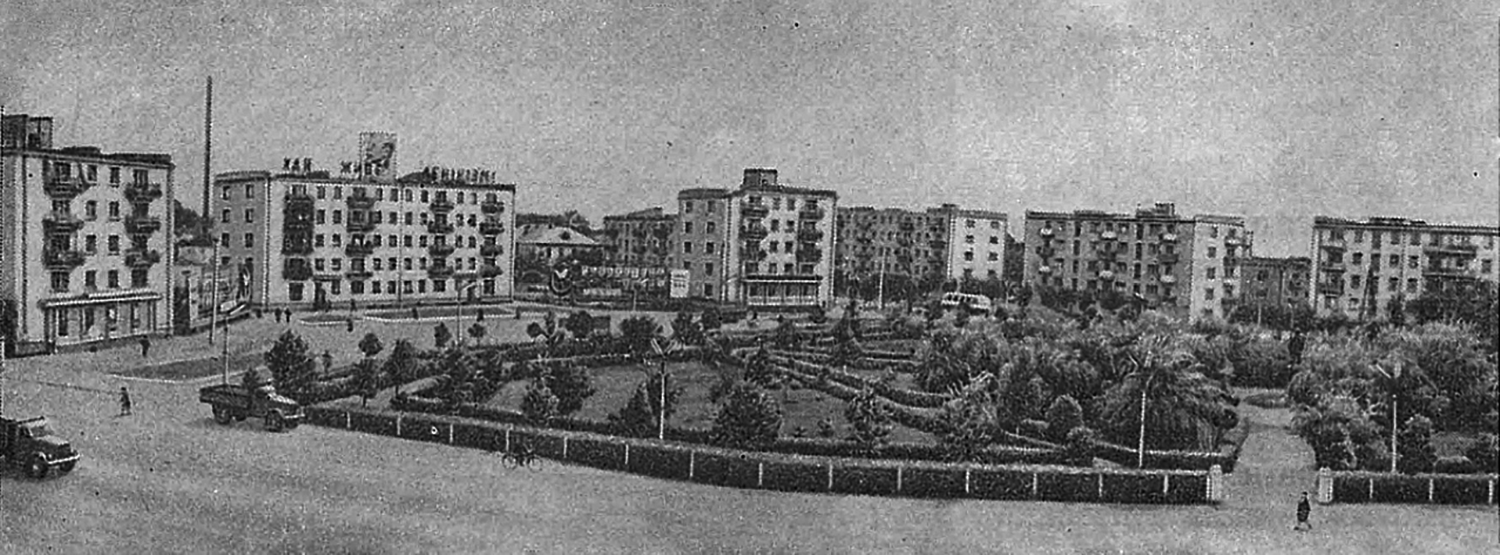
Старий центр Броварів. Площа Т.Шевченка. Фото 1970 року.

1960 рік — починає працювати Броварський експериментально-торговельний машинобудівний завод «Торгмаш».
1960 рік — утворена садиба радгоспу «ім. Кірова» на базі колгоспу «Шлях Ілліча» така садиба була утворена і в селі Зазим'я.
1960 рік — розпочалося будівництво заводу порошкової металургії, шиноремонтного, ремонтно-механічного, а також заводобудівного комбінату.
1960—1969 рр. — населення Броварів збільшилося на 13 000 мешканців.
1962 рік — здано в експлуатацію приміщення 8-річної школи інтернату.
1963 рік — добудовано і запущено завод порошкової металургії, який вперше в СРСР почав випускати різноманітні деталі із залізних порошків. Свою продукцію завод надсилає 250 підприємствам СРСР.
1963 рік — неподалік від заводу порошкової металургії виросло підприємство великої хімії — шиноремонтний завод, оснащений найновішою вітчизняною технікою.
1963 рік — споруджено заводобудівний комбінат, який виготовляє великогабаритні промислові ферми, підкранові балки, стінні панелі тощо.
1963 рік — діє Будкомбінат № 2, який щорічно виготовляє 3000 куб. метрів залізобетону, 450 тонн чавунного литва, металоконструкції та устаткування для підприємств харчової промисловості.
1963 рік — також став до ладу ремонтно-механічний завод, який виготовляє автокрани, дає друге життя екскаваторам, грейдерам, шляховим коткам та іншим машинам і механізмам.
1963—1967 рр. — були реконструйовані заводи холодильників, електротехнічних виробів, нестандартного комунального обладнання та молокозавод.
1964 рік — дав свою першу продукцію новозбудований завод пластмас. Поступово вводилися в дію значні виробничі потужності переробки пластмас методами пресування, лиття під тиском, видування тощо На заводі є цех, що виготовляє поліхлорвінілові скатертини, які користуються великим попитом. Його продукція відзначена двома срібними медалями Виставки досягнень народного господарства СРСР.
1964 рік — пам'ятник Т. Г. Шевченку замінений на гранітний.
1965 рік — за ініціативою письменника І. О. Немировича утворено літературну студію при редакції броварської газети «Нове Життя».
1965—1967 рр. — радгосп виробляв по 13 000 цнт. м'яса на рік.
1966 рік — населення міста 27 000 жителів.
1966 рік — радгосп стає постійним учасником Виставки досягнень народного господарства СРСР.
1966 рік — колектив заводу пластмас нарощує темпи виробництва.
1967 рік — завод пластмас виробляє продукції в 3 рази більше ніж у 1966 році.
1967 рік — 19 промислових підприємств міста Бровари виконали річний випуск продукції на суму 65 800 000 крб.
1967 рік — на заводобудівничому комбінату побували представники 22 країн-учасниць міжнародного симпозіуму з питань виготовлення залізобетонних виробів.
1969 рік — лави партійної організації сягнули 4 000 комуністів. А комсомольська організація району — 6 000 чоловік.
1969 рік — в змаганнях за гідну зустріч 100-річчя з дня народження В. І. Леніна колективи підприємств міста державний план випуску основних видів продукції виконали достроково (до 24 грудня). Понад план було виготовлено продукції на 3 000 000 крб.
1969 рік — промислові підприємства Броварів часто відвідують зарубіжні делегації з — Чехословаччини, Югославії, Швеції, Австрії тощо.
1969 рік — господарства Броварів виробило 15 300 цнт. м'яса.
1969 рік — відкрито: Гастроном, два овочеві та хлібний магазин, ресторан, кафе, побудовано 2 павільйони.

### 1970-ті
1970-ті роки починається будівничий бум в Броварах, місто забудовується багатоповерхівками.
19.11.1970 р. селище Першотравневе Броварської міськради включено в смугу міста Бровари.
1970 рік — населення Броварів 39 100 мешканців.
1970 рік — закінчено будівництва нової Броварської лікарні на 2400 місць, 240 ліжок і поліклініки на 250 відвідувань.
1970 рік — в мікрорайоні Торгмаш відкрито «Будинок культури», який мав навіть свій кінотеатр.
1970 рік (лютий) — колективу радгоспу вручено перехідний Червоний прапор Ради міністрів УРСР і Укрпрофради.
1971 рік — кожен третій житель Броварів — робітник.
1971 рік — в Броварах з'явився хлібозавод
1972 рік — споруджено палац спорту «Металург».
1972 рік — збудовані антени броварського радіопередавального центру висотою 180 і 275 метрів. Вежа № 1 висотою 260 м. — протрималась один рік як найвища конструкція України.
1973 рік — на честь «другої Повітряної армії» місто Бровари встановлює на вул. Гагаріна пам'ятник у вигляді винищувача Міг-15.
1977 рік — прийняв своїх перших відвідувачів кінотеатр «Прометей», розрахований на 800 місць.
1977 рік — створено спеціалізований трест «Теплицтехмонтаж», який з часом став лідером своєї галузі.
1977 рік — відкрито середню школу № 8.
1979 рік — став до ладу єдиний в республіці завод алюмінієвих будівельних конструкцій
1979 рік — на кооперативні кошти промислових підприємств зведена нова лікарня на 600 відвідувань на зміну.
1979 рік — відкрито стоматологічну поліклініку на бульварі Незалежності (тоді вулиця називалась «50 років ВЛКСМ»).
1979 рік (липень) — вперше в СРСР в місті Бровари на заводобудівному комбінаті випустили плиту перекриття багатоповерхових промислових будов. Ширина їх — 1,5 м, довжина — 11,6 м, навантаження на м² становить 1 000 кг.

### 1980-ті
1980-ті роки — забудова багатоповерхівками Броварського мікрорайону Торгмаш.
1980-ті роки в Парку перемоги встановлено бетонний фонтан.
1980 рік січень — відкрито Броварський міський Будинок піонерів
1981 рік — в Броварах відкрита нова середня школа № 9
1981 рік — відкрито міське професійне училище.
1981 рік квітень — відкрито Броварський краєзнавчий музей.
1982 рік — з'явився пологовий будинок на 120 породілль
1982 рік — відкрито «училище фізичної культури».
1983 рік — збудовано Броварський міст.
1984 рік — відкрито Броварський міст, що перетнув залізничну лінію.
1985 рік — броварчани створили чоловічу гандбольну команду «Будівельник» — нині «Світлотехнік».
1986 рік — унаслідок вибуху Чорнобильської АЕС, Бровари прийняло 3 500 осіб евакуйованих з зони відчуження.
1987 рік 20 вересня — вперше відзначилося День міста Бровари.
1989 рік — перше місто побратим Броварів — Фонтене-су-Буа, Франція.

### 1990-ті
1990-ті роки — через брак коштів в Україні закінчився будівничий бум в Броварах. Будинки зводяться одиницями.
1990-ті роки — криза в Броварах.
1991 рік — зведена дитяча лікарня на 240 місць.
1992 рік — друге місто побратим Броварів — Шолково, Росія.
1992 рік — третє місто побратим Броварів — Слуцьк, Білорусь.
1992 рік — Володимир Кличко — випускник Броварського училища олімпійського резерву.
1994 рік — населення Броварів 95 000 мешканців.
1994 рік травень — був споруджений перший ігровий майданчик у парку «Перемога» рокфордською організацією «Діти всього світу», з того часу почали налагоджуватись зв'язки з Рокфордом.
1995 рік 24 серпня — в День Незалежності України урочисто відкрито магазин-універсам «Добробут».
1995 рік — четверте місто побратим Броварів — Рокфорд, США.
1995 рік — до 50-річчя Перемоги, встановлено пам'ятний знак на честь 14-ти Героїв СРСР і одного кавалера трьох орденів Слави.

## 2000-ні

ТРЦ «Термінал» 2007 рік

2000 рік 20 квітня — Броварська катастрофа 20 квітня 2000 року
2001 рік — в парку Перемоги встановлено пам'ятник у вигляді танка Т-34-85.
2002 рік — в місті відкривається «Центр опіки дитини».
2002 рік 19 вересня — починає функціювати перший броварський телеканал — «ЕКТА ТОВ»
2002–2009 роки — за цей період в Броварах будується 7 церков.
2004 рік — населення 90 400 жителів.
2004 рік — збудована головна площа міста — Майдан Свободи.
2004 рік — Броварчани беруть активну участь у Помаранчевій революції, на території Броварів знаходиться агітаційні намети кількох партій.
2004 рік — починається другий будівельний бум в Броварах. До цього часу в місті була тільки одна 17-ти поверхівка.
2005 рік — відкрито ТРЦ «Термінал» найбільший в Східній Європі торговельно-розважальний центр.
2006 рік — населення Броварів 91 500 чоловік.
2006 рік — сьоме місто побратим — Бендіго, Австралія.
2006 рік — восьме місто побратим — Красницький повіт, Польща.
2007 рік — населення 92 500 жителів.
2007 рік 25 вересня — на День міста Бровари, було виготовлено 600 кілограмовий торт, найбільший в Броварах.
2008 рік — збудована перша 20-ти поверхівка в Броварах. Будинок Культури заводу Торгмаш задовго до реконструкції Театру на Подолі обшили профнастилом і відкрили там курси танців на пілоні. 
2008 рік 20 вересня — 378-ма річниця Дня міста, Бровари відразу відмітились в двох рекордах України: спочатку 5 000 школярів виконали гімн Броварів, а потім з кольорових кульок був зроблений прапор і герб Броварів, розміри герба і прапора були 9,5 м на 13,5 м. На рекордну експозицію витратили 52 000 кульок.
2008 рік 31 липня — Броварська пожежа 31 липня 2008 року
2009 рік — збудовано найбільший в Броварах 21-поверховий Житловий комплекс «Купава».
2009 рік 19 вересня — відкрито «Олімпійський Масив» — реконструйовану вулицю Олімпійську.
Далі, після підвищення поверховості це значно збільшить населення мікрорайону, без збільшення інфраструктури. На цей момент є унікальні творчі рішення броварських архітекторів - Будинок без двора і будується Sapog Tower, унікальна 26-поверхова башта з панелей, що має унікальну підвищену звукопровідність.

2009 рік 1 листопада — відкрито «Аквапарк Термінал», додаток до найбільшого в Україні ТРЦ.

### 2010-ті

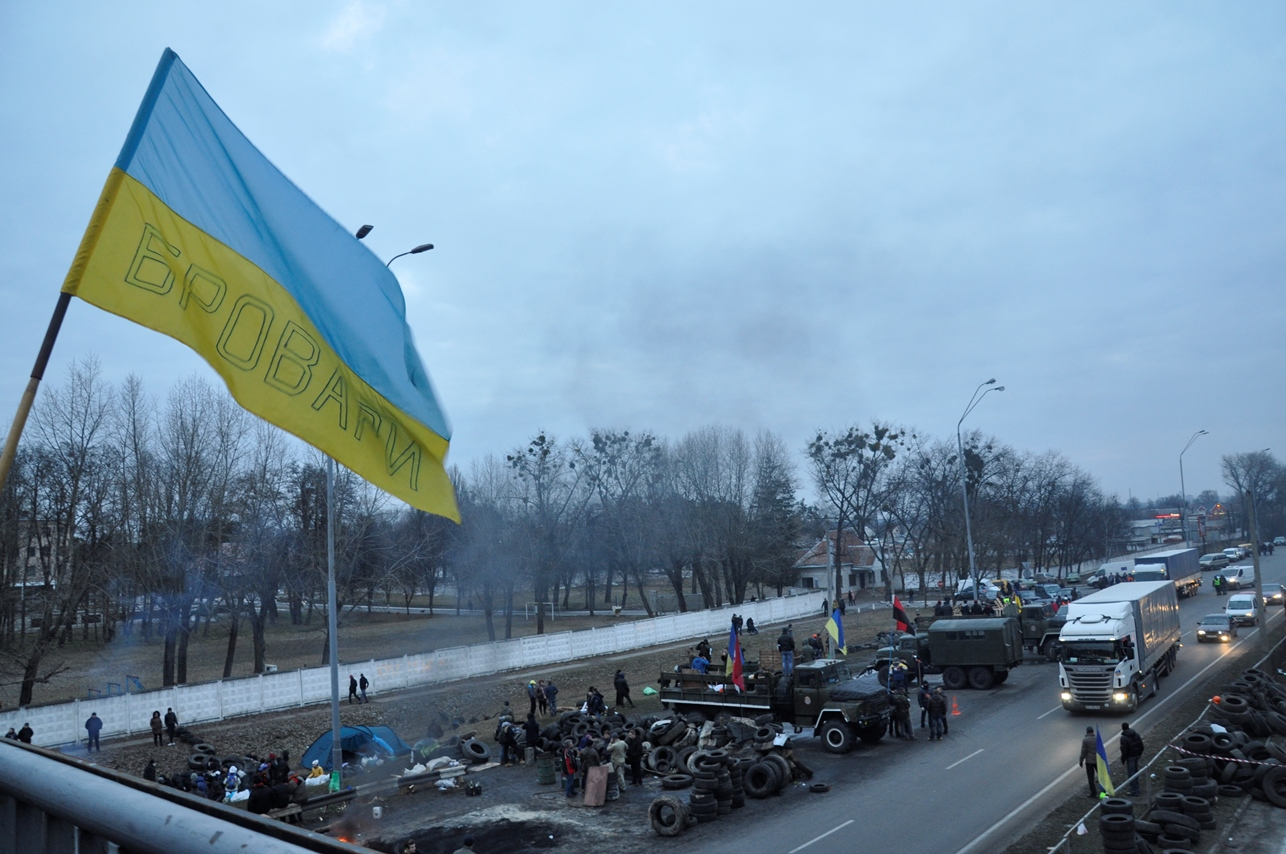
Броварський блок-пост на в'їзді з Києва, 20 лютого 2014 року

2012 рік — планується реконструкція стадіону «Спартак» в м. Бровари до Євро-2012, Київ виділить половину коштів з 30 млн грн. Прокуратура займається цією справою...
2013 — 2014 роки — події, пов'язані із Євромайданом.
11 червня 2015 року в інтернеті розпочало мовлення Броварське громадське телебачення.